# Krunk-25
Le Krunk-25 du modèle Krunk (Կռունկ ; « grue ») est un drone de combat créé par l'Arménie qui fut officiellement dévoilé en juin 2011 et présenté le 21 septembre 2012 lors du défilé de Erevan à l'occasion des 20 ans de l'indépendance de l'Arménie.
Ce drone à pour vocation la reconnaissance en transmettant des données vidéo en temps réel avec la possibilité d'avoir une vision infrarouge.
Le nom Krunk-25 fait référence à la portée des différents modèles comme le Krunk-9 ou Krunk-11.

## Spécificités
- Poids : 60 kg
- Vitesse maximale : 150 km/h
- Durée de vol : 5 h
- Altitude maximale : 5 400 m
- Dimensions : 3,8 × 5 m (avec les ailes déployées)

## Services
- Arménie - Forces Armées d'Arménie

- Karabagh - Forces Armées du Haut Karabagh